# Giải thưởng điện ảnh Rồng Xanh lần thứ 40
Giải thưởng điện ảnh Rồng Xanh lần thứ 40 (tiếng Hàn: 제40회 청룡영화상) lễ được tổ chức vào ngày 21 Tháng 11 năm 2019 tại thành phố Paradise, Incheon. Được tổ chức bởi Sports Chosun (công ty con của Chosun Ilbo), chương trình trao giải thường niên tôn vinh những bộ phim Hàn Quốc hay nhất được phát sóng từ ngày 12 tháng 10 năm 2018 đến ngày 10 tháng 10 năm 2019. Được truyền hình trực tiếp trên đài SBS.

## Đề cử và chiến thắng

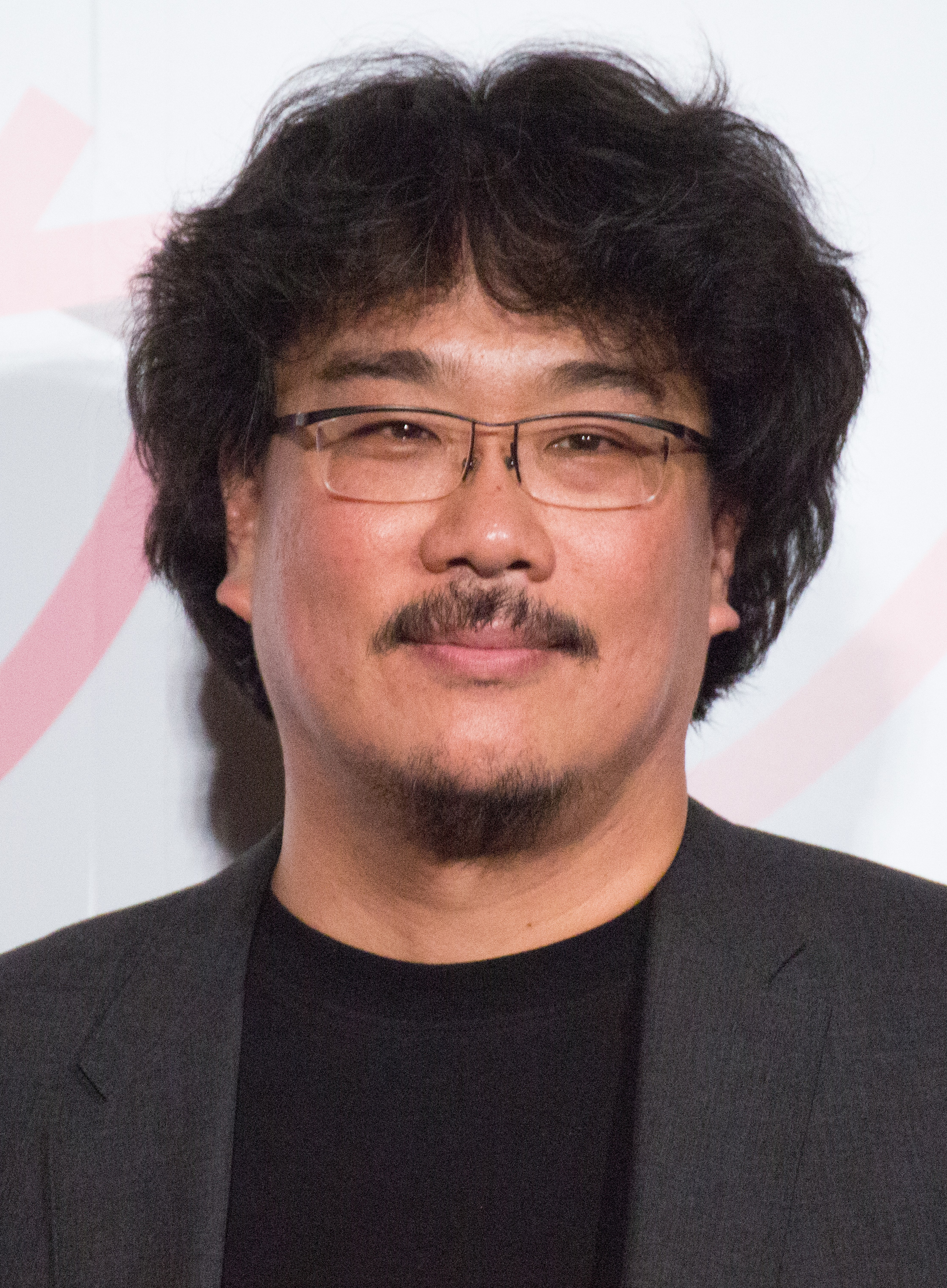
Bong Joon-ho, Phim hay nhất, Đạo diễn xuất sắc nhất

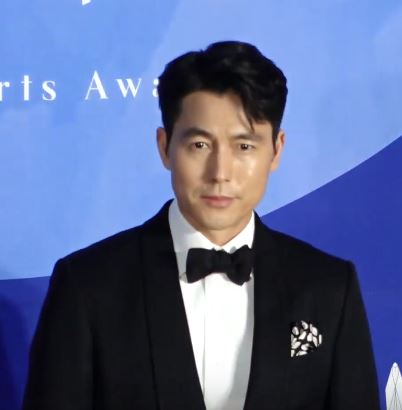
Jung Woo-sung, Nam diễn viên chính xuất sắc nhất

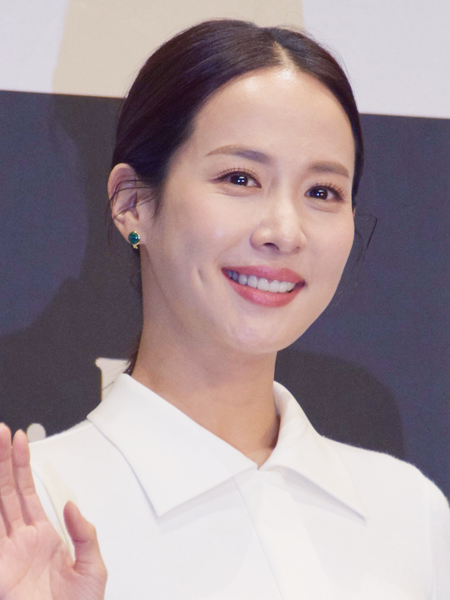
Cho Yeo-jeong, Nữ diễn viên chính xuất sắc nhất

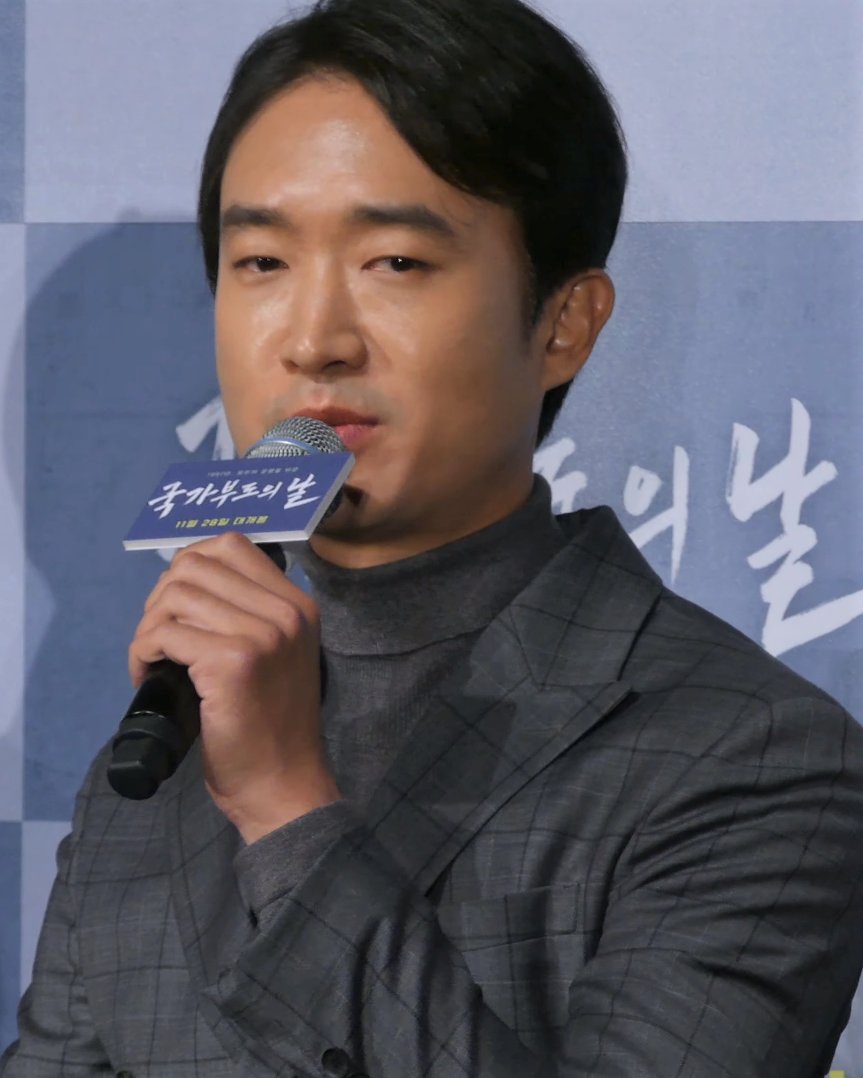
Jo Woo-jin, Nam diễn viên phụ xuất sắc nhất

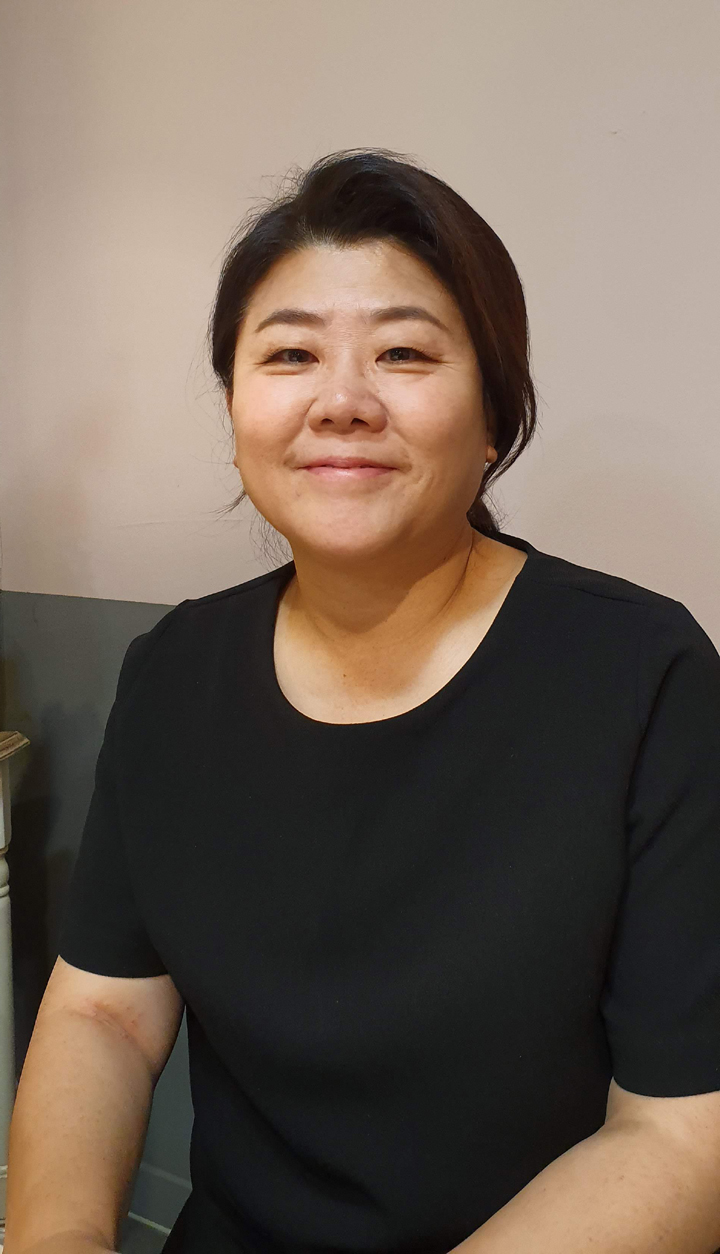
Lee Jung-eun, Nữ diễn viên phụ xuất sắc nhất

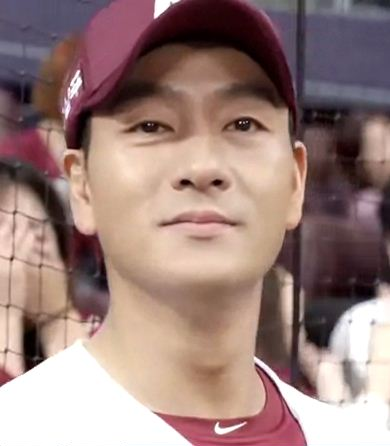
Park Hae-soo, Diễn viên mới xuất sắc nhất

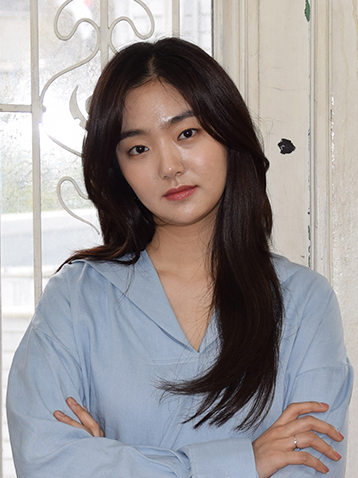
Kim Hye-jun, Nữ diễn viên mới xuất sắc nhất

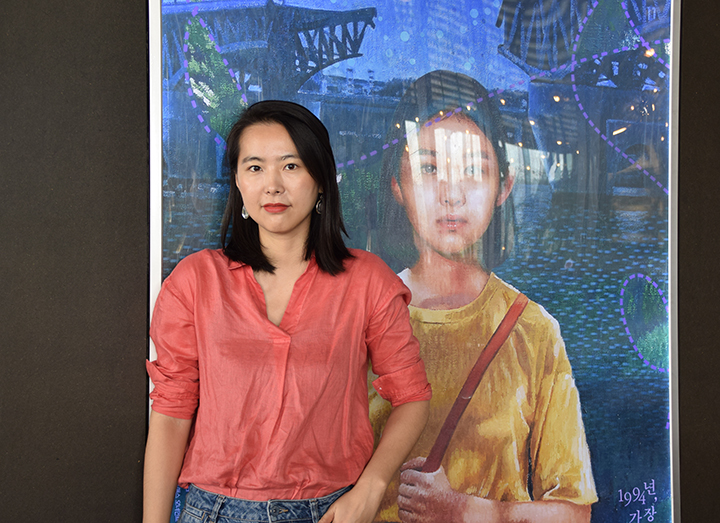
Kim Bora, Kịch bản gốc xuất sắc nhất

Người chiến thắng được liệt kê đầu tiên, được đánh dấu bằng chữ in đậm và kí hiệu một con dao găm đôi (‡).

### Các giải thưởng chính
| Phim hay nhất | Đạo diễn xuất sắc nhất |
| - Ký sinh trùng‡ - Phi Vụ Bá Đạo - House of Hummingbird - Swing Kids - Exit | - Bong Joon-ho - Ký sinh trùng‡ - Kang Hyeong-cheol - Swing Kids - Won Shin-yun - The Battle: Roar to Victory - Lee Byeong-heon - Phi vụ bá đạo - Jang Jae-hyun - Svaha: The Sixth Finger |
| Nam diễn viên chính xuất sắc nhất | Nữ diễn viên chính xuất sắc nhất |
| - Jung Woo-sung - Chứng nhân hoàn hảo vai Soon-ho‡ - Ryu Seung-ryong - Extreme Job vai Squad Chief Go - Sol Kyung-gu - Birthday vai Jung-il - Song Kang-ho - Ký sinh trùng vai Kim Ki-taek - Jo Jung-suk - Exit as Yong-nam                                                     | - Cho Yeo-jeong - Ký sinh trùng vai Mrs. Park‡ - Go Ah-sung - A Resistance vai Yu Gwan-sun - Kim Hye-soo - Default vai Han Shi-hyeon - Im Yoon-ah - Exit vai Eui-joo - Jeon Do-yeon - Birthday vai Soon-nam                                                                                           |
| Nam diễn viên phụ xuất sắc nhất | Nữ diễn viên phụ xuất sắc nhất |
| - Jo Woo-jin - Default vai Vice-minister of Finance‡ - Kang Ki-young - The Most Ordinary Romance vai Byung-chul - Park Myung-hoon - Ký sinh trùng vai Geun-sae - Lee Kwang-soo - Inseparable Bros vai Dong-goo - Jin Seon-kyu - Extreme Job vai Detective Ma                    | - Lee Jung-eun - Ký sinh trùng vai Gook Moon-gwang‡ - Kim Sae-byuk - House of Hummingbird vai Yong-ji - Park So-dam - Ký sinh trùng vai Kim Ki-jeong - Lee Hanee - Extreme Job vai Detective Jang - Jang Young-nam - Metamorphosis vai Myung-joo                                                      |
| Diễn viên mới xuất sắc nhất | Nữ diễn viên mới xuất sắc nhất |
| - Park Hae-soo - By Quantum Physics: A Nightlife Venture vai Lee Chan-woo‡ - Gong Myung - Extreme Job vai Detective Jae-hoon - Kim Sung-cheol - The Battle of Jangsari vai Ki Ha-Ryun - Park Hyung-sik - Juror 8 vai Kwon Nam-woo - Jung Hae-in - Tune in for Love vai Hyun-woo | - Kim Hye-jun - Another Child vai Joo-ri‡ - Park Ji-hoo - House of Hummingbird vai Eun-hee - Park Hye-su - Swing Kids vai Yang Pal-lae - Lee Jae-in - Svaha: The Sixth Finger vai Geum-hwa - Choi Soo-young – Phi vụ nữ quyền vai Jang-mi                                                             |
| Giám đốc mới xuất sắc nhất | Kịch bản gốc xuất sắc nhất |
| - Lee Sang-geun - Exit‡ - Kim Bora - House of Hummingbird - Kim Yoon-seok – Another Child - Lee Ok Seob - Maggie - Lee Jong-eon - Birthday | - Kim Bora - House of Hummingbird ‡ - Eom Seong-min - Default - Bae Se-young - Extreme Job - Bong Joon-ho, Han Jin-won - Ký sinh trùng - Jang Jae-hyun - Svaha: The Sixth Finger |
| Quay phim và ánh sáng xuất sắc nhất | Dựng phim xuất sắc nhất |
| - Kim Ji-yong, Jo Gyu-young - Swing Kids‡ - Hong Kyung-pyo, Kim Chang-ho - Ký sinh trùng - Kim Yeong-ho, Hwang Sun-ok - The Battle: Roar to Victory - Kim Tae-su - Svaha: The Sixth Finger - Kim Il-yeon (C.G.K), Kim Min-jae - Exit                                            | - Nam Na-yeong - Swing Kids‡ - Nam Na-yeong - Extreme Job - Yang Jin-mo - Ký sinh trùng - Yang Jin-mo - The Battle: Roar to Victory - Lee Gang-hui - Exit |
| Thiết kế sản xuất xuất sắc nhất | Giải thưởng kỹ thuật |
| - Lee Ha-joon - Ký sinh trùng‡ - Lee Jong-gun - The Battle: Roar to Victory - Seo Seong-gyeong - Svaha: The Sixth Finger - Park Il-hyun - Swing Kids - Bae Jun-su - Tune in for Love                                                                                            | - Yun Jin-yul, Kwon Ji-hun (Stunts) - Exit‡ - Kim Jin-sook (Trang điểm) - Metamorphosis - Kim Min-soo, Ryu Seong-cheol (Võ thuật) - The Battle: Roar to Victory - Son Seung-hyeon, Kim Shin-cheol (Hiệu ứng hình ảnh) - Svaha: The Sixth Finger - Im Seung-hui, Gwon Yu-jin (Trang phục) - Swing Kids |
| Nhạc phim hay nhất | Phim ngắn hay nhất |
| - Kim Tae-seong - Svaha: The Sixth Finger‡ - Jung Jae-il - Ký sinh trùng - Kim Jun-seok - Swing Kids - Mowg - Exit - Yeon Ri-mok - Tune in for Love | - Milk (Director Jang Yoo-jin)‡ |

### Các giải thưởng khác
| Giải Bình chọn của khán giả cho Phim nổi tiếng nhất | Giải thưởng Ngôi sao nổi tiếng   |
| --------------------------------------------------- | -------------------------------- |
| Extreme Job                                         | Lee Kwang-soo - Inseparable Bros |
| Extreme Job                                         | Park Hyung-sik - Juror 8         |
| Extreme Job                                         | Lee Hanee - Extreme Job          |
| Extreme Job                                         | Im Yoon-ah - Exit                |

## Phim chiến thắng nhiều hạng mục nhất
Danh những sách bộ phim chiến thắng nhiều hạng mục nhất:
| Chiến thắng | Phim          |
| ----------- | ------------- |
| 5           | Ký sinh trùng |
| 2           | Exit          |
| 2           | Swing Kids    |

## Phim có nhiều đề cử nhất
Danh sách những bộ phim có đề cử nhiều nhất:
| Đề cử | Phim                        |
| ----- | --------------------------- |
| 11    | Ký sinh trùng               |
| 8     | Exit                        |
| 8     | Extreme Job                 |
| 8     | Swing Kids                  |
| 7     | Svaha: The Sixth Finger     |
| 5     | House of Hummingbird        |
| 5     | The Battle: Roar to Victory |
| 3     | Birthday                    |
| 3     | Default                     |
| 3     | Tune in for Love            |

## Tiết mục đặc biệt
| Nghệ sĩ   | Tiết mục           | Chú thích.  |
| --------- | ------------------ | ----------- |
| Seventeen | "Hit", "Very Nice" | [ 6 ] [ 7 ] |